# Dihidrogén kation
A dihidrogén kation vagy hidrogén-molekulaion a legegyszerűbb összetett ion, képlete H2+. Két protonból és egy elektronból áll. Semleges hidrogénmolekula ionizációja során keletkezik. A dihidrogén kation elméleti és tudománytörténeti szempontból is érdekes: mivel egy elektront tartalmaz, ezért viszonylag könnyű rá megoldani a Schrödinger-egyenletet, mert nem lép fel benne az elektronok közti taszító hatás. Az energia sajátértékek analitikus megoldása a Lambert W-függvény általánosítása, emiatt nagy érdeklődés övezi. Szerepel a legtöbb kvantumkémiai könyvben. Elméletileg sikeresen először Øyvind Burrau foglalkozott vele 1927-ben. Tanulmányozta még 1922-ben Karel Niessen és Wolfgang Pauli, 1925-ben Harold Urey, valamint 1928-ban – több korábbi munkát összerakva – Linus Pauling.
A dihidrogén kationban olyan kovalens kötés van, ami csak egy elektront tartalmaz. A kötésrendje 0,5. Természetben a csillagközi molekulafelhőkben képződik kozmikus sugarak hatására. Fontos szerepe van a csillagközi kémiában.

## Keletkezése
A természetben akkor keletkezik, amikor ionizálja a hidrogénmolekulákat.
H2 + kozmikus sugárzás → H2+ + e- + kozmikus sugárzás
A kozmikus sugárzás sok hidrogénmolekulát tud ionizálni. Hidrogénmolekulával reakcióba lépve trihidrogén kation és hidrogén keletkezik belőle:
H2+ + H2 → H3+ + H
A hidrogénmolekula ionozációs energiája 15,603 eV. A H2+ disszociációs energiája 1,8 eV. Nagy energiájú (50 eV) elektronok is létrehozhatják. Nagy energiájú protonok 70000 eV 2,5x10−16 cm² keresztmetszet úgyszintén.
Kis energiájú protonok is létrehozhatják (8000eV), ekkor H2+ és hidrogén keletkezik.
p+ + H2 → H + H2+
Mesterségesen kisülési cellában is létre lehet hozni.

## Fordítás
Ez a szócikk részben vagy egészben  a   Dihydrogen cation című angol Wikipédia-szócikk ezen változatának fordításán alapul.  Az eredeti cikk szerkesztőit annak laptörténete sorolja fel. Ez a jelzés csupán a megfogalmazás eredetét és a szerzői jogokat jelzi, nem szolgál a cikkben szereplő információk forrásmegjelöléseként.